# Sceau de l'Héritage du Royaume
 (juin 2021).
Si vous disposez d'ouvrages ou d'articles de référence ou si vous connaissez des sites web de qualité traitant du thème abordé ici, merci de compléter l'article en donnant les références utiles à sa vérifiabilité et en les liant à la section « Notes et références ».
Le Sceau de l'Héritage du Royaume (chinois traditionnel : 傳國璽 ; pinyin : chuán guó xǐ), également connu sous le nom de Sceau Impérial de la Chine, est un sceau chinois en jade taillé à partir du He Shi Bi, un célèbre morceau de jade.

## Création
Le Sceau a été créé en 221 av. J.-C., après l'unification de la Chine par Qin Shi Huang. Après avoir conquis les différents royaumes combattants, ce dernier fonde la Dynastie Qin et se proclame empereur de Chine, un titre qu'il a lui-même crée. Le He Shi Bi (en) était un célèbre morceau de jade qui appartenait auparavant à l'état de Zhao, et Shu Huang a donné l'ordre de l'utiliser pour créer son nouveau sceau, le sceau Impérial. Le texte, « Ayant reçu le Mandat du Ciel, puisse-t-il (l'empereur) mener une vie longue et prospère. » (受命於天，既壽永昌), écrit par le Premier Ministre Li Si, est gravé sur le sceau par Sun Shou.
Le Sceau a été sculpté à partir d'un morceau de jade, parce que dans l'ancienne Chine, le jade est le symbole de la beauté intérieure existant au sein de l'homme. De nombreuses tombes et sépultures de la Chine ancienne contiennent des objets et des décorations en jade, y compris un costume funéraire de jade découvert en 1968 qui a appartenu à un prince Han nommé Liu Sheng. Sous la dynastie Han, les Chinois ont tellement associés le jade à l'immortalité que certaines personnes ont tenté d'ingérer du jade sous forme liquide pour obtenir la vie éternelle. Cette association complète encore l'idée du Mandat du Ciel , et explique pourquoi le Sceau a été sculpté en jade, un des matériaux les plus précieux qui soit en Chine.

## Devenir d'une dynastie à l'autre
À la mort du deuxième Empereur de la dynastie Qin, son successeur Ziying fini par confier le sceau a Liu Bang, le futur fondateur de la Dynastie Han, lorsque ce dernier s'empare de la capitale impériale. À partir de cette date, ce sceau est connue comme étant le "Sceau Han de l'Héritage du Royaume". En l'an 9 av. J.-C., lors de la chute de la dynastie des Han Occidentaux, Wang Mang, le nouveau souverain, force l'impératrice douairière Wang Zhengjun à lui remettre le Sceau. L'impératrice douairière, en colère, le jette au sol et, sous la violence du choc, un des coins du Sceau est abîmé. Par la suite, Wang Mang donne l'ordre de réparer ce coin avec de l'or.
Durant les siècles suivants, ce sceau passe de mains en mains pendant que les dynasties naissent, grandissent et s'effondrent. Il est considéré comme faisant partie des éléments qui légitiment le pouvoir et indiquent que les empereurs bénéficient du Mandat du Ciel. Pendant les périodes de division, comme lors de la période des Trois Royaumes de Chine, le sceau devient l'objet de rivalités et de conflit armés entre les prétendants au trône. De fait, les chroniques historiques considèrent souvent les régimes qui possèdent le sceau comme étant les légitimes.
Ainsi, à la fin de la dynastie Han , au IIIe siècle, le général Sun Jian trouve le Sceau Impérial alors que ses troupes occupent Luoyang, la capitale impériale qui a été évacuée peu de temps auparavant, lors de la campagne contre Dong Zhuo. Il le donne alors à son chef, le seigneur de guerre Yuan Shu. Quelques années plus tard, Yuan Shu se proclame empereur, et fonde la très brève dynastie Zhong en 197. Cette proclamation irrite les seigneurs de guerre à travers tout le pays, et principalement Cao Cao, Liu Bei, et Lu Bu, qui infligent une série de défaites aux troupes de Yuan Shu. Lorsque ce dernier est vaincu en 199 par Liu Bei, le Sceau tombe entre les mains de Cao Cao, dont le fils aîné, Cao Pi proclame la Dynastie Wei en 220 et se pose comme le successeur légitime des Han, face au Shu Han fondé par Liu Bei et au Sun Wu, fondé par Sun Quan. Le Sceau est resté dans les mains des empereur de la Dynastie Wei, jusqu'à ce que le dernier empereur, Cao Huan, soit forcé d'abdiquer en faveur de Sima Yan, qui récupère le sceau et fonde la dynastie Jin en 265.
Pour les chroniques chinoises, les dynasties légitimes sont celles des Han, Wei et Jin, le fait que le sceau passe de l'une a l'autre renforçant cette légitimité

## Perte du Sceau

Sceau Impérial de la dynastie Qing.

Le Sceau est passé entre les mains des empereurs de la Dynastie Wei, de la Dynastie Jin, de certains empereur de la période des Seize Royaumes, ceux des dynasties Sui et Tang, avant d’être perdu pendant la Période des Cinq Dynasties et des Dix Royaumes (907-960).
Le sort du sceau pendant et après la période des Cinq Dynasties et des Dix Royaumes n'est pas connu et le moment exact de sa disparition n'est même pas connu. Trois théories existent quant à savoir quand, et comment, il a été perdu :
1. À la fin de la dynastie des Tang postérieurs, lorsque le dernier Empereur s'est suicidé par auto-immolation.
2. En 946, lorsque l'empereur Liao Taizong capture le dernier Empereur des Jin postérieurs.
3. Le sceau serait tombé, on ne sait trop comment, entre les mains des empereurs de la Dynastie Yuan, qui règnent sur la Chine près de trois siècles après la fin de la période des Cinq Dynasties. Lorsque les armées de la Dynastie Ming s'emparent de la capitale des Yuan en 1369, elles n'y trouvent qu'un seul des onze sceaux personnels des empereurs Yuan. Le Sceau de l'Héritage du Royaume n'a pas été trouvé. En 1370, les Ming ont envahi la Mongolie et se sont emparés de quelques-uns des trésors emportés par les empereurs Yuan lors de leur fuite. Cependant, une fois de plus, le Sceau de l'Héritage du Royaume n'a pas été trouvé.

Au début de la Dynastie Ming, le Sceau est donc considéré comme étant perdu ; ce qui signifie que ni les empereurs de la dynastie Ming, ni ceux de la Dynastie Qing ne l'ont en leur possession. Cela explique en partie l'obsession des Empereurs Qing de créer de plus en plus de sceaux, probablement afin de réduire l'importance de celui de l'Héritage. C'est ainsi que, juste pour les actes officiels de l'Empereur, on trouvait à la Cité interdite, à Pékin, une collection de 25 sceaux.

## Histoire récente
Depuis la Dynastie Qing, plusieurs sceaux ayant été trouvés ont été assimilés à celui de l'Héritage, l'un d'entre eux a même été conservé dans la Cité interdite, aux côtés d'autres sceaux impériaux datant d'avant l'époque de Qianlong. Cependant, aucun de ces sceaux n'a été identifié comme étant le vrai par des experts. Ainsi, celui conservé dans le palais impérial des Qing était en fait en terre et non en jade ; et dans un cas datant de la période contemporaine, il s'est avéré que le sceau concerné était le sceau personnel d'un Empereur et non celui de l'Héritage.